# Ridderorden in Zuid-Korea
De Koreaanse keizers hebben aan het einde van de 19e eeuw ridderorden naar Europees model ingesteld. Het land zelf was eeuwenlang een "kluizenaarstaat" waarin dergelijke Europese instellingen en gedachten niet konden doordringen.
- De keizerlijke orden staan opgesomd op Ridderorden in Korea.
- De Noord-Koreaanse orden staan opgesomd op Ridderorden in Noord-Korea

Na een halve eeuw van onderdrukking werd Korea in 1945 bevrijd maar meteen ook gedeeld. De provisorische regering in het Zuiden van het schiereiland heeft in 1949 een Orde van Verdienste van de Nationale Opbouw en een Orde van Militaire Verdienste ingesteld maar zij moest al snel na de communistische aanval op 25 juni 1950 haar aan de grens gelegen hoofdstad verlaten. Tijdens de chaotisch verlopen Korea-oorlog werden enige ridderorden ingesteld om de onderdanen van de vreemde machten die met een VN-mandaat in Korea vochten te kunnen belonen.
Na de wapenstilstand was Zuid-Korea een door militairen geregeerde staat waarin voor onderscheidingen voor burgers weinig oog bestond. President Park Chung Hee nam in 1961 het presidentschap over. Hij was wél geïnteresseerd in een zorgvuldig opgebouwd en evenwichtig decoratiestelsel. Onder zijn presidentschap werd het aantal orden uitgebreid. In 1972 werd de Yushin grondwet aangenomen en werd ook het decoratiestelsel hervormd. Men koos nieuwe versierselen voor bestaande ridderorden en stichtte ook nieuwe orden. De in 2001 gestichte Orde van  Verdienste voor Wetenschap en Technologie is de jongste van de twaalf Koreaanse orden.
Op de Grote Orde van Mugunghwa met zijn ene graad en de Orde van Diplomatieke Verdienste met zijn twee grootkruisen na heeft iedere orde vijf graden. Men heeft zich globaal aan het in het Westen gebruikelijke model gehouden maar in een aantal orden draagt ook het lint van de laagste klasse een rozet als bij een Officier.
Soms vinden we in een en dezelfde Koreaanse orde linten in verschillende kleuren. De Zuid-Koreaanse orden gebruiken vaak bloemen als symbolen, de Noord-Koreaanse orden zijn vaak naar Koreaanse helden uit vroegere eeuwen vernoemd. 	
De ridderorden
- Het Taeguk-lint van de Orde van Militaire Verdienste is de hoogste onderscheiding voor moed en militaire verdienste. Deze in 1949 ingestelde graad van de Orde van Militaire Verdienste wordt soms als een aparte orde vermeld.
- De Orde van Militaire Verdienste 1949

- De Orde van Verdienste van de Nationale Opbouw (Geonguk Hunjang) 1949

Deze orde is onderverdeeld in 
- - De Orde van de Republiek,
  - De Orde van de President,
  - De Orde van Onafhankelijkheid,
  - De Orde van Vaderlandslievendheid en de
  - De Orde van de Nationale Trots.

allen hebben een enkele graad. Dan zijn er
- De Grote Orde van Mugunghwa of Grote Orde van de Hibiscus
- De Orde van Burgerlijke Verdienste
- De Orde van Ambtelijke Verdienste
- De Orde van Verdienste voor de Staatsveiligheid
- De Orde van Diplomatieke Verdienste
- De Orde van Industriële Verdienste
- De Orde van Saemaeul Verdienste
- De Orde van Culturele Verdienste
- De Orde van Sportieve Verdienste
- De Orde van  Verdienste voor Wetenschap en Technologie 2001

Er is ook een Orde van Verdienste van het Koreaanse Rode Kruis.
De Koreaanse Wikipedia is moeilijk toegankelijk.